# John Dickson Carr
John Dickson Carr, född 30 november 1906 i Uniontown, Pennsylvania, död 27 februari 1977 i Greenville, South Carolina, var en amerikansk deckarförfattare, som även gett ut böcker under pseudonymerna Carr Dickson, Carter Dickson och Roger Fairbairn. Han räknas allmänt som en av de främsta författarna av "det låsta rummet-mysterier" - och dessutom den mest produktive författaren av sådana deckare. Under sina sista år var Carr dessutom verksam som kritiker för Ellery Queen's Mystery Magazine.

## Biografi
Amerikanen Carr levde under många år i Europa – Frankrike och Storbritannien – och var mycket fascinerad av den gamla världens historia och kultur. Efter andra världskriget, när Labourpartiet tog makten i Storbritannien, kände sig dock den politiskt konservative Carr inte hemma i Europa längre, och han flyttade så småningom tillbaka till USA för gott. Han debuterade 1930 med romanen "It walks by night" (Steg i natten).

## Eftermäle
Carr är numera kanske inte lika känd som Agatha Christie, men under deckarens guldålder, från 1930-talet fram till 1950-talet, räknades han, Christie och Ellery Queen som de tre stora anglosaxiska deckarförfattarna. Carr skrev många deckare av typen "låsta-rummet-mysterier", där det rimligen inte skulle ha kunnat begås något mord, men där det likafullt finns ett lik, och han tävlade med sig själv att hitta nya, fantasifulla sätt att överraska läsaren. Bland deckarentusiasters favoritböcker återfinns därför ofta till exempel hans Den ihålige mannen (The three coffins/The hollow man, 1935), som innehåller en berömd föreläsning om de olika metoder som man kan använda för att begå mord i ett inifrån låst rum. Men efter den boken lyckades Carr hitta många nya varianter på det gamla problemet.
Till Carrs mer kända böcker brukar Den ihålige mannen (1935), Det krökta gångjärnet (1938), Bruden i Newgate (1950) och Djävulen i sammet (1951) räknas.

## Stil
Carrs tidigare verk under 1930-talet hämtar mycket inspiration från skräckromaner. Även om Carr aldrig gav upp referenserna till skräckromantiken, tonades dessa ner efter hand. Carr har dock i Svart sabbat (1937) åstadkommit en deckare med såväl logisk som övernaturlig lösning på problemet.
Under Carrs senare år blev han alltmer intresserad av historia, och förlade ofta handlingen i det förflutna. Man kan skönja två olika spår inom Carrs historiska deckarförfattarskap: a) romaner där hela handlingen utspelar sig i det förflutna (Bruden i Newgate, Captain Cut-Throat) samt b) romaner där en huvudperson på något magiskt sätt transporteras från nutid till dåtid (Djävulen i sammet, Korn åt små fåglar). De historiska romanerna lägger större vikt vid äventyr och spänning – samtliga romanhjältar tenderar att vara skickliga svärdsfäktare eller pistolskyttar – men har alltid en "fair play"-gåta i grunden.
Carrs problemlösare (Dr Gideon Fell, Sir Henry Merrivale, Henri Bencolin och Colonel March) är sympatiska och gripbara karaktärer: lysande, uppseendeväckande, utmanande, bullrande, intellektuella men utan att vara arroganta och omöjliga att inte tycka om. Dr Fells karaktär och utseende sägs bygga på G. K. Chesterton, medan Sir Henry Merrivale påstås likna Winston Churchill.

### Som Carr Dickson
- The bowstring murders (1933; senare upplagor under pseudonymen Carter Dickson)

### Som Carter Dickson
- The Plague Court Murders (1934) (Klockan klämtar för mord, översättning Gerard De Geer, Gebers, 1960) (HM)
- The White Priory Murders (1934) (De försvunna fotspåren, översättning Håkan Andersson och Christian Henriksson, Deckarhyllan, 2018) (HM)
- The Red Widow Murders (1935) (Invit i dimma (1946) [endast som tidningsföljetong i Allers]) (HM)
- The Unicorn Murders (1935) (HM)
- The Magic Lantern Murders (1936, England) även som The Punch and Judy Murders (1936, USA) (Morden på kasperteatern, översättning Jan Samuelson, Tiden, 1966; [utg i Sverige under Carrs eget namn]) (HM)
- The Ten Teacups (1936, England) även som The Peacock Feather Murders (1937, USA) (De tio tekopparna, översättning (översättning Nils Jacobsson, Almqvist & Wiksell/Gebers, 1958) (HM)
- The Judas Window (1938) (även utg. som The Crossbow Murder) (Det slutna rummet, översättning Torsten Ehrenmark, Gebers, 1953) (Det slutna rummet, översättning Karl Olof Hedström, B. Wahlström, 1960) (HM)
- Death in Five Boxes (1938) (även utg. som The Man with Five Secrets) (HM)
- Drop to his Death (1939) (även utg. som Fatal Descent, skriven tillsammans med John Rhode)
- The Reader is Warned (1939) (Läsaren varnas, översättning Thomas Bennett, AWE/Gebers, 1957) (HM)
- And so to Murder (även utg. som Two Angry People, 1940) (HM)
- Nine and Death Makes Ten (1940, USA) (även utg. som Murder in the Submarine Zone (England)/Murder in the Atlantic) (Nio - och döden blir tio!, översättning Knut Stubbendorff, Tiden, 1941) (Mord i ubåtszonen, översättning Gunnar Unger, Bra böcker, 1973) (HM)
- The Department of Queer Complaints (1940) (noveller) (Överste March)
- Seeing is Believing (1941) (även utg. som Cross of Murder/Invitation to a Mystery) (Dina ögons vittnesbörd [endast som tidningsföljetong]) (HM)
- The Gilded Man (1942) (även utg. som Death and the Gilded Man) (HM)
- She Died a Lady (1943) (Hon dog som en dam, översättning Sonja Bergvall, Bonnier, 1946) (HM)
- He Wouldn't Kill Patience (1944) (även utg. som Magicians Dine Out) (Listig som en orm samt novellen Wilsons yrke, översättning Roland Adlerberth, Spektra, 1976) (HM)
- The Curse of the Bronze Lamp (1945) (även utg. som Lord of the Sorcerers) (Bronslampan, översättning Margareta Ångström, Almqvist & Wiksell/Gebers, 1955) (HM)
- My Late Wives (1946) (Mina framlidna fruar, översättning Nils Jacobsson, Almqvist & Wiksell/Gebers, 1954) (HM)
- The Skeleton in the Clock (1948) (Släkten är värst, översättning Astrid Borger, B. Wahlström, 1958) (HM)
- A Graveyard to Let (1949) (HM)
- Night at The Mocking Widow (1950) (Den gäckande änkan, översättning Bertil Lagerström, B. Wahlström, 1962) (HM)
- Behind the Crimson Blind (1952) (HM)
- The Cavalier's Cup (1953) (Inte så illa menat, översättning Holger Norelius, B. Wahlström, 1956) (HM)
- Fear is the Same (1956)

### Som Roger Fairbairn
- Devil Kinsmere (1934) [Senare i reviderad form utg under Carrs eget namn som Most secret, 1964]

### Svenska urvalsvolymer
- Bencolin: tre noveller (översättning Bertil Falk, Per Olaisen förlag, 2000)

## Priser och utmärkelser
- Grand Master-diplom 1973